# Associazione Calcio Liguria 1942-1943
Questa voce raccoglie le informazioni riguardanti l'Associazione Calcio Liguria nelle competizioni ufficiali della stagione 1942-1943.

## Rosa
| N. |                    | Ruolo | Calciatore          |
| -- | ------------------ | ----- | ------------------- |
|    | Italia (bandiera)  | P     | Gino Camerario      |
|    | Italia (bandiera)  | P     | Rodolfo Agostini    |
|    | Italia (bandiera)  | P     | Bruno Venturini     |
|    | Italia (bandiera)  | D     | Aldo Parena         |
|    | Italia (bandiera)  | D     | Pietro Tabor        |
|    | Italia (bandiera)  | D     | Ernesto Sandroni    |
|    | Italia (bandiera)  | C     | Francesco Tortarolo |
|    | Uruguay (bandiera) | C     | Cecilio Pisano      |
|    | Italia (bandiera)  | C     | Marco Borrini       |
|    | Italia (bandiera)  | C     | Felice Renoldi      |

| N. |                   | Ruolo | Calciatore          |
| -- | ----------------- | ----- | ------------------- |
|    | Italia (bandiera) | A     | Ernani D'Alconzo    |
|    | Italia (bandiera) | A     | Mario Silvestrelli  |
|    | Italia (bandiera) | A     | Gustavo Fiorini     |
|    | Italia (bandiera) | A     | Volturno Diotallevi |
|    | Italia (bandiera) | A     | Gino Callegari      |
|    | Italia (bandiera) | A     | Angelo Meroni       |
|    | Italia (bandiera) | A     | Angelo Bonistalli   |
|    | Italia (bandiera) | A     | Renato Marchiaro    |
|    | Italia (bandiera) | A     | Luciano Alghisi     |
|    | Italia (bandiera) | A     | Angelo Turconi      |

## Statistiche

### Statistiche di squadra
| Competizione | Punti | In casa | In casa | In casa | In casa | In casa | In casa | In trasferta | In trasferta | In trasferta | In trasferta | In trasferta | In trasferta | Totale | Totale | Totale | Totale | Totale | Totale | DR  |
| Competizione | Punti | G       | V       | N       | P       | Gf      | Gs      | G            | V            | N            | P            | Gf           | Gs           | G      | V      | N      | P      | Gf     | Gs     | DR  |
| ------------ | ----- | ------- | ------- | ------- | ------- | ------- | ------- | ------------ | ------------ | ------------ | ------------ | ------------ | ------------ | ------ | ------ | ------ | ------ | ------ | ------ | --- |
| Serie A      | 21    | 15      | 7       | 4       | 4       | 25      | 21      | 15           | 0            | 3            | 12           | 11           | 45           | 30     | 7      | 7      | 16     | 36     | 66     | -30 |
| Coppa Italia |       | -       | -       | -       | -       | -       | -       | 1            | 0            | 0            | 1            | 1            | 3            | 1      | 0      | 0      | 1      | 1      | 3      | -2  |
| Totale       |       | 15      | 7       | 4       | 4       | 25      | 21      | 16           | 0            | 3            | 13           | 12           | 48           | 31     | 7      | 7      | 17     | 37     | 69     | -32 |

### Statistiche dei giocatori
| Giocatore       | Serie A  | Serie A | Coppa Italia | Coppa Italia | Totale   | Totale |
| Giocatore       | Presenze | Reti    | Presenze     | Reti         | Presenze | Reti   |
| --------------- | -------- | ------- | ------------ | ------------ | -------- | ------ |
| R. Agostini     | 9        | -22     | 1            | -3           | 10       | -25    |
| L. Alghisi      | 1        | 0       | -            | -            | 1        | 0      |
| A. Bonistalli   | 12       | 2       | -            | -            | 12       | 2      |
| M. Borrini      | 22       | 0       | 1            | 0            | 23       | 0      |
| G. Callegari    | 16       | 5       | -            | -            | 16       | 5      |
| G. Camerario    | 16       | -35     | -            | -            | 16       | -35    |
| E. D'Alconzo    | 28       | 9       | -            | -            | 28       | 9      |
| V. Diotallevi   | 19       | 5       | -            | -            | 19       | 5      |
| G. Fiorini      | 17       | 1       | 1            | 0            | 18       | 1      |
| R. Marchiaro    | 7        | 0       | -            | -            | 7        | 0      |
| A. Meroni       | 14       | 2       | -            | -            | 14       | 2      |
| G.B. Opisso     | -        | -       | 1            | 0            | 1        | 0      |
| A. Parena       | 29       | 0       | -            | -            | 29       | 0      |
| G. Parvis       | -        | -       | 1            | 0            | 1        | 0      |
| C. Pisano       | 23       | 1       | 1            | 0            | 24       | 1      |
| F. Renoldi      | 10       | 0       | 1            | 0            | 11       | 0      |
| E. Sandroni     | 27       | 1       | -            | -            | 27       | 1      |
| M. Silvestrelli | 17       | 4       | 1            | 1            | 18       | 5      |
| P. Tabor        | 29       | 5       | 1            | 0            | 30       | 5      |
| F. Tortarolo    | 26       | 0       | 1            | 0            | 27       | 0      |
| A. Turconi (II) | 3        | 1       | 1            | 0            | 4        | 1      |
| B. Venturini    | 5        | -9      | -            | -            | 5        | -9     |